# Nenciulești (Teleorman)
Pour les articles homonymes, voir Nenciulești.
Nenciulești est une commune du județ de Teleorman en Roumanie.